# Sant Salvador d'Estopanyà
Sant Salvador d'Estopanyà és una església gòtica del municipi d'Estopanyà, a la Franja de Ponent.
L'interior presenta un absis poligonal i una volta estrellada. La torre té tres cossos: el primer és quadrat el segon i el tercer són octogonals. Totalitzen 38 metres d'alçada.
Durant la Guerra Civil Espanyola s'emprà com a magatzem agrícola; per permetre el pas de vehicles es tirà a terra el contrafort de la banda est.
El tríptic del Retaule de sant Vicenç es troba la col·lecció permanent del Gòtic del Museu Nacional d'Art de Catalunya.